# Do de pit
Un do de pit (en anglès high C i en francès contre-ut de poitrine) és la nota musical do4 quan és executada per un tenor emprant la veu de pit, i no pas la de falset. Es tracta de la nota més aguda que hom fa servir en el repertori estàndard per a tenors.

## Història
Fins a principis del segle xix, els tenors cantaven el do4 mitjançant la tècnica del falsetto. El costum d'atacar aquesta nota amb el registre de pit s'imposà a partir de 1831, després de l'èxit que el tenor francès Gilbert Duprez obtingué cantant d'aquest mode durant l'estrena italiana de l'òpera Guillaume Tell, de Rossini, malgrat el rebuig de l'autor.

## Curiositats
L'ària Ah! mes amis, quel jour de fête!, de l'òpera La Fille du régiment, de Gaetano Donizetti, ha esdevingut molt popular perquè continté nou dos de pit.